# Iznalloz
Iznalloz település Spanyolországban, Granada tartományban. Iznalloz Deifontes, Albolote, Colomera, Benalúa de las Villas, Montillana, Noalejo, Campotéjar, Montejícar, Guadahortuna, Píñar, Darro, Diezma, Huétor Santillán és Cogollos Vega községekkel határos. Lakosainak száma 5154 fő (2024).

## Népesség
A település népessége az elmúlt években az alábbi módon változott:
| Lakosok száma | 6945 | 6948 | 7046 | 7065 | 7003 | 6867 | 5045 | 5134 | 5094 | 5154 |
|               | 2001 | 2004 | 2006 | 2009 | 2011 | 2014 | 2016 | 2019 | 2021 | 2024 |